# Югославська Народна Армія
Югославська Народна Армія (скорочено ЮНА, хорв. Jugoslavenska narodna armija, серб. Југословенска народна армија, мак. Југословенската народна армија, словен. Jugoslovanska ljudska armada) — головна і оперативна частина об'єднаних збройних сил колишньої Соціалістичної Федеративної Республіки Югославії, другою складовою яких була Територіальна оборона. Найпослідовніший провідник централізаторсько-комуністичної політики Тіто. Існувала до розпаду Югославії, ставши на початку 1990-х знаряддям великосербської політики президента Сербії Слободана Мілошевича і втягуючись у війни у Словенії, Хорватії та Боснії і Герцеговині. Частини ЮНА в Боснії і Герцеговині та Хорватії лягли в основу відповідно Війська Республіки Сербської та Війська Республіки Сербська Країна. 20 травня 1992 року залишки армії, дислоковані на території Сербії і Чорногорії, було перейменовано на Армію Югославії. Верховним Головнокомандувачем ЮНА до самої своєї смерті у 1980 році був президент СФРЮ, маршал Йосип Броз Тіто, а після нього цю функцію перебрала на себе Президія СФРЮ або відповідно Голова Президії.

## Передісторія
ЮНА бере свій початок від загонів югославських партизанів часів Народно-визвольної боротьби Югославії проти фашистської окупації країнами Осі. Після збройного партизанського повстання під керівництвом Комуністичної партії Югославії 22 грудня 1941 року в містечку Рудо (БіГ) було утворено 1-шу пролетарську бригаду Народно-визвольної армії Югославії з чотирьох сербських і двох чорногорських батальйонів, що пізніше стало офіційним святом збройних сил Югославії (День армії).
Перед самим кінцем Другої світової війни, 1 березня 1945 року, шляхом реорганізації Народно-визвольної армії та партизанських загонів Югославії було утворено Югославську армію, а 22 грудня 1951 року з нагоди святкування десятої річниці з дня заснування її першого підрозділу Югославську армію було перейменовано в Югославську Народну Армію, чим формально підкреслювався її народний, соціалістичний і революційний характер.

## Чисельність та структура

### Величина
Югославська армія упродовж свого існування вважалася четвертою військовою силою у Європі за могутністю. Найчисельнішими були сухопутні війська, особовий склад яких налічував у різні роки до 180 000 військовослужбовців, з яких більш ніж 90 000 становили новобранці, а у воєнний час окрім того могли бути призвані понад мільйон підготовлених резервістів.

### Засади
У ЮНА діяв загальний військовий обов'язок несення строкової військової служби та служби в резерві. У соціалістичній Югославії існувала система загальнонародної оборони і суспільного самозахисту. Бійцем Збройних сил вважався кожен громадянин, «який зі зброєю в руках чинить опір загарбникам.»

### Строк служби
Спочатку строк військової служби становив два, три або чотири (ВМФ, крім берегової охорони) роки, такий стан справ тривав до 1952 р., пізніше службу несли два роки, в окремих родах військ як виняток — три. Особи з закінченою середньою чи прирівняною до неї, а також вищою освітою мали право проходити військову службу один рік. «Військовий лексикон» згадує 15-місячний строк військової служби, а у ВМФ — 18 місяців. На завершальній стадії військова служба тривала один рік за винятком тих, які з релігійних причин відмовлялися брати в руки зброю і служили 24 місяці.

### Устрій

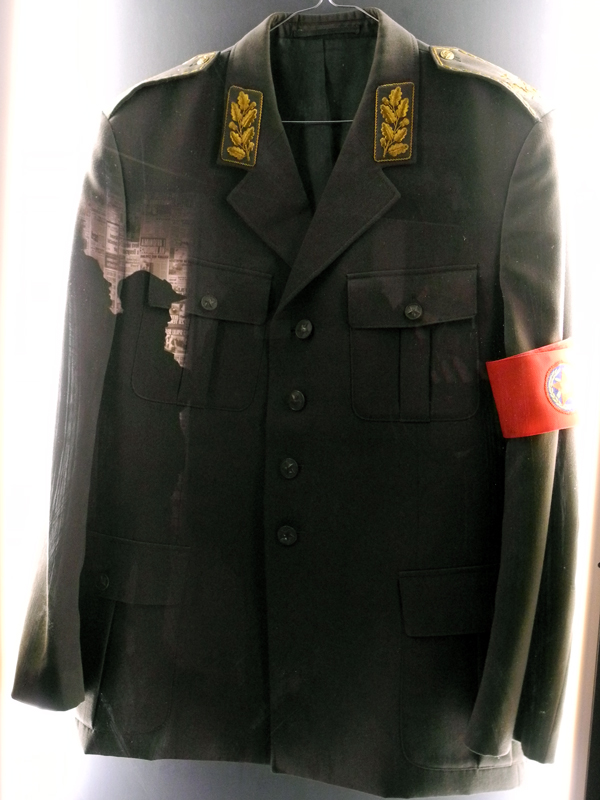
Однострій ЮНА з виставки «Вітчизняна війна» в Хорватському історичному музеї

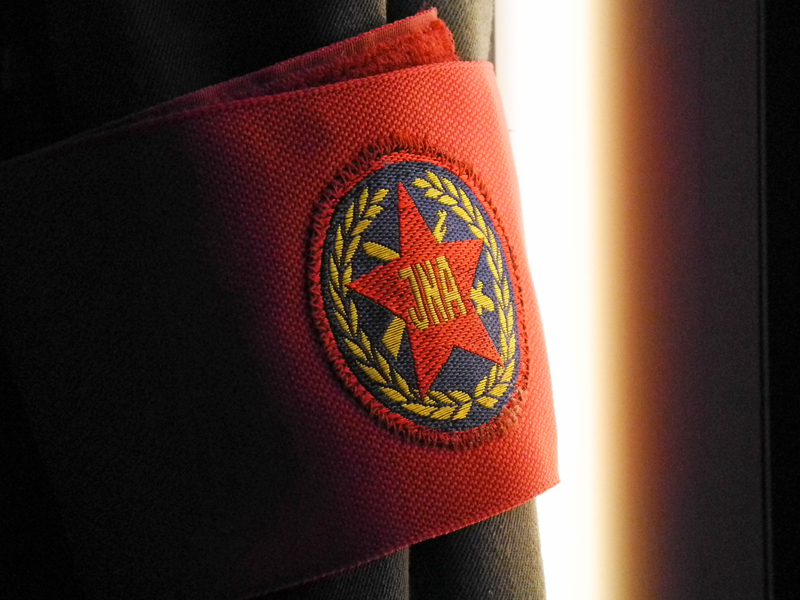
Нарукавна нашивка на цьому однострої

ЮНА складалася з видів, родів і служб. За видами ЮНА поділялася на сухопутні війська, ВПС і ВМФ, за родами — на піхоту, артилерію, ракетно-артилерійські підрозділи ППО (у всіх трьох видах ЮНА), бронетанкові частини, інженерні війська, підрозділи протирадіаційного, протихімічного і протибактеріологічного захисту, війська зв'язку та прикордонні частини. Служби, що входили до ЮНА, були такі: технічна, будівельна, інтендантська, служба військових сполучень, авіаційно-технічна, служба безпеки і військова поліція, санітарна, ветеринарна, фінансова, адміністративна, юридична, військово-топографічна, музична та служба інформаційних технологій в ЗС. Наприкінці 1980-х підрозділи повітряного спостереження, виявлення і наведення виділилися в окремий рід військ.
Організаційно сили ЮНА поділялися на чотири військові округи: Белградський (який включав східну Хорватію, Сербію та Боснію і Герцеговину), Загребський (відповідав за війська, розміщені у Словенії і північній Хорватії), Скоп'євський (для Македонії, південної Сербії і Чорногорії) та військово-морська область Спліт. Округи далі ділилися на райони, які відали такими адміністративними питаннями, як призов, мобілізація, створення і утримання військових споруд.

### Реформа

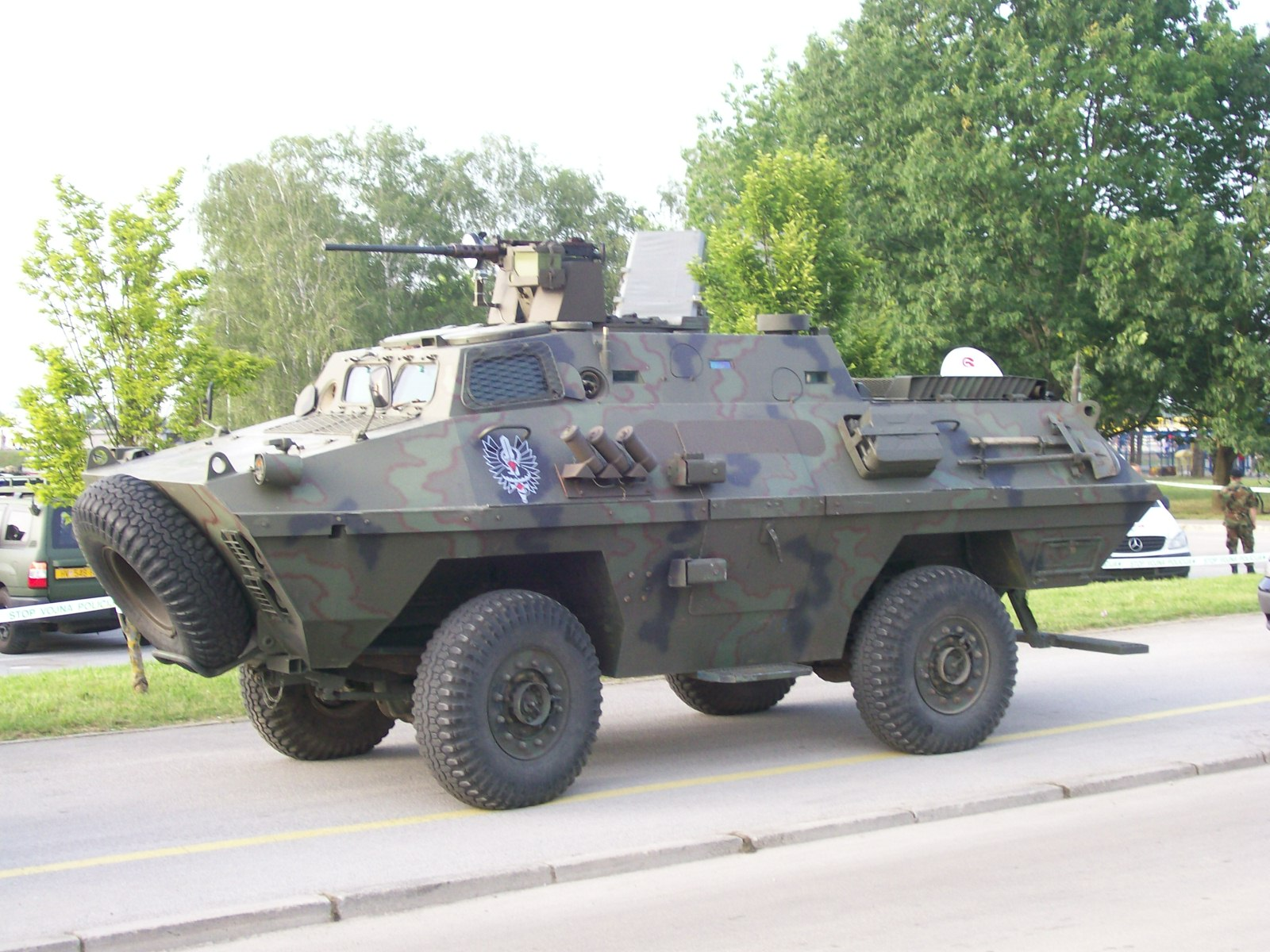
БТР югославського виробництва BOV

На початку 1990-х років армія майже завершила комплексну реформу своєї структури. Скасовано старі піхотні дивізії, а найбільшою оперативною одиницею визначено бригаду. Армія перетворила десять з дванадцяти піхотних дивізій у двадцять дев'ять танкових, механізованих та гірських піхотних бригад, у складі яких були артилерійські, протитанкові полки і полки протиповітряної оборони. До 1990 року було організовано одну повітряно-десантну бригаду. Структурні зміни уможливили більшу маневреність і мобільність, а також тактичну перевагу над загарбником, адже армія позбулася великих і неповоротких підрозділів.

### Інфраструктура
Армія мала сучасну інфраструктуру з підземними військово-повітряними базами і центрами управління в декількох горах. Найбільша і найвідоміша споруда — авіабаза Желява, також відома як Бихацький підземний комплексний центр радіолокаційного контролю та спостереження з авіабазою, що на кордоні Боснії і Герцеговини з Хорватією.

### Оборонна промисловість
Кілька югославських компаній виробляли літаки і, зокрема, бойові літаки, найзнаменитіша з яких — авіаційний завод «СОКО» (Сокіл) у м. Мостар, найвідомішим виробом якого був «Соко J-22 Орао». Іншим важливим виробником був літакобудівний завод «Утва» в Сербії. Югославський військово-промисловий комплекс виготовляв танки (зокрема, М-84), бронемашини (BOV, BVP М-80), різні артилерійські одиниці (міномети, реактивні системи залпового вогню, гаубиці), зенітну зброю, а також різні види стрілецької зброї та інше спорядження.

### Армійські звання
Військові звання, які діяли в ЮНА в 1943—1991 рр.
| Види Збройних сил           | Сухопутні війська, військова поліція | Югославські військово-повітряні сили і ППО | Югославський військово-морський флот |
| --------------------------- | ------------------------------------ | ------------------------------------------ | ------------------------------------ |
| Головнокомандувач           | Maršal Jugoslavije                   | Maršal Jugoslavije                         | Maršal Jugoslavije                   |
| генерали                    | General Jugoslovenske narodne armije | General Jugoslovenske narodne armije       | General Jugoslovenske narodne armije |
| генерали                    | General Armije                       | General Armije                             | Admiral Flote                        |
| генерали                    | General-pukovnik                     | General-pukovnik avijacije                 | Admiral                              |
| генерали                    | General-potpukovnik                  | General-potpukovnik avijacije              | Vice Admiral                         |
| генерали                    | General-major                        | General-major avijacije                    | Kontra Admiral                       |
| старші офіцери              | Pukovnik                             | Pukovnik avijacije                         | Kapetan Bojnog Broda                 |
| старші офіцери              | Potpukovnik                          | Potpukovnik avijacije                      | Kapetan Fregate                      |
| старші офіцери              | Major                                | Major avijacije                            | Kapetan Korvete                      |
| молодші офіцери             | Kapetan 1. klase                     | Kapetan 1. klase avijacije                 | Poručnik Bojnog Broda                |
| молодші офіцери             | Kapetan                              | Kapetan avijacije                          | Poručnik Fregate                     |
| молодші офіцери             | Poručnik                             | Poručnik avijacije                         | Poručnik Korvete                     |
| молодші офіцери             | Potporučnik                          | Potporučnik avijacije                      | Potporučnik                          |
| старший сержантський склад  | Zastavnik 1. klase                   | Zastavnik 1. klase avijacije               | Zastavnik 1. klase                   |
| старший сержантський склад  | Zastavnik                            | Zastavnik avijacje                         | Zastavnik                            |
| молодший сержантський склад | Stariji vodnik 1. klase              | Stariji vodnik 1. klase avijacije          | Stariji vodnik 1. klase              |
| молодший сержантський склад | Stariji vodnik                       | Stariji vodnik avijacije                   | Stariji vodnik                       |
| молодший сержантський склад | Vodnik 1. klase                      | Vodnik 1. klase avijacije                  | Vodnik 1. klase                      |
| молодший сержантський склад | Vodnik                               | Vodnik avijacije                           | Vodnik                               |
| рядовий склад               | Mlađi vodnik                         | Mlađi vodnik avijacije                     | Mlađi vodnik                         |
| рядовий склад               | Desetar                              | Desetar avijacije                          | Desetar                              |
| рядовий склад               | Razvodnik                            | Razvodnik avijacije                        | Razvodnik                            |
| рядовий склад               | Vojnik                               | Pilot                                      | Mornar                               |

Примітка: Перед розпадом Югославії деякі звання вийшли з ужитку:

Maršal Jugoslavije (звання скасовано після смерті маршала Йосипа Броз Тіто в 1980 р.)

General Jugoslovenske narodne armije (скасовано 1974 р., передбачено для союзного секретаря народної оборони (міністра оборони))

## Військова доктрина

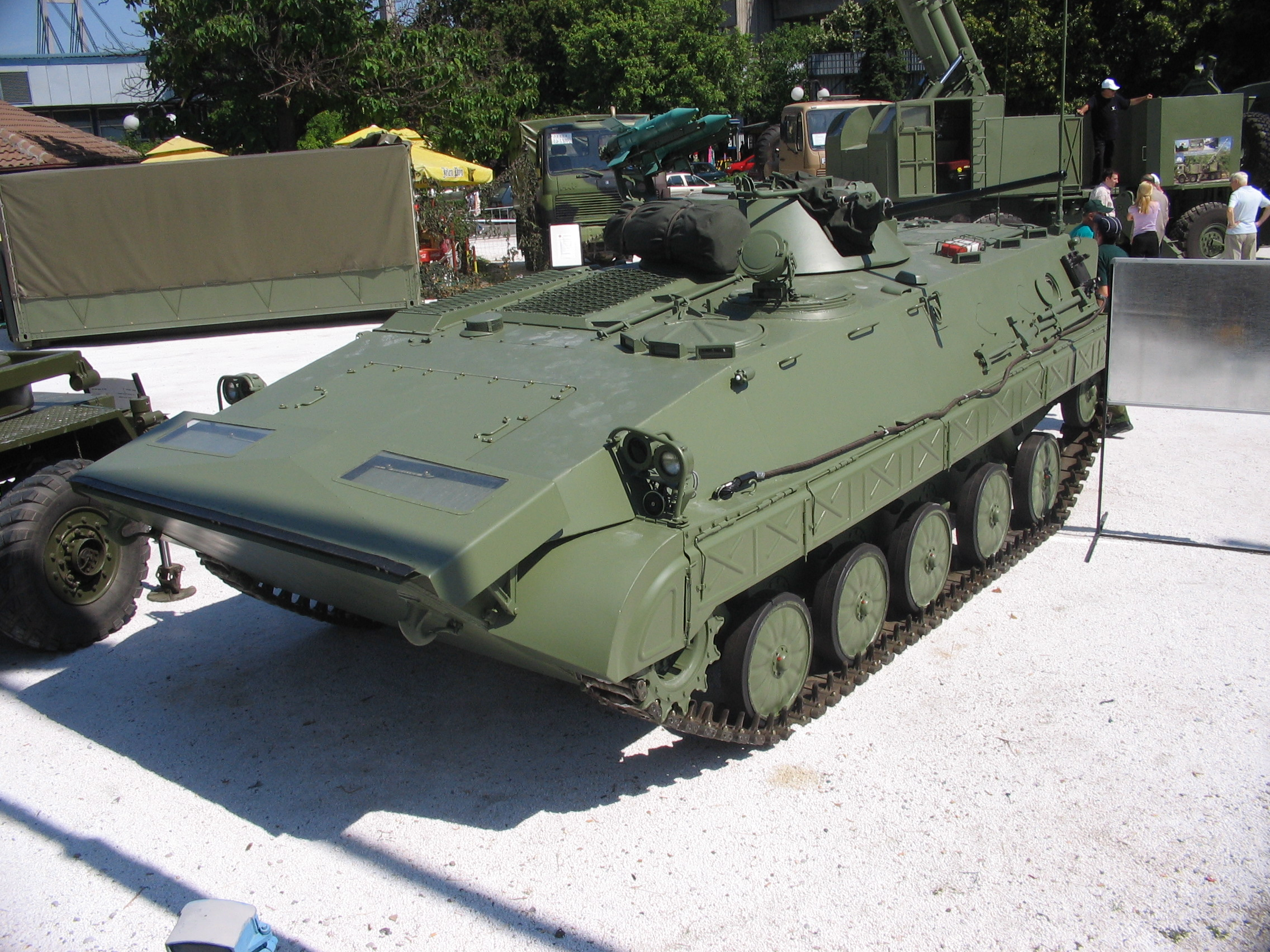
Югославська БМП BVP М-80

Югославська Народна Армія мала унікальну для звичайних збройних сил, оперативну військову доктрину. Югославія основувала свою оборонну доктрину на концепції тотальної війни під назвою «Тотальна національна оборона», яка покликалася на успішну партизанську історію Югославії під час югославської Народно-визвольної війни впродовж Другої світової війни. Концепція «тотальної національної оборони» відводила ЮНА роль захисних бар'єрів від агресорів з метою затримати загарбника достатньо довго з тим, щоб сили Територіальної оборони встигли включитися у збройну боротьбу і почати виснажувати противника партизанською тактикою. За цією концепцією все югославське населення підлягало залученню до збройного опору, виробництва озброєння та цивільної оборони. Югославські планувальники вважали, що це найкращий спосіб для меншої нації змогти належним чином захистити себе від набагато сильнішого загарбника.

## Тактичні особливості і проблеми

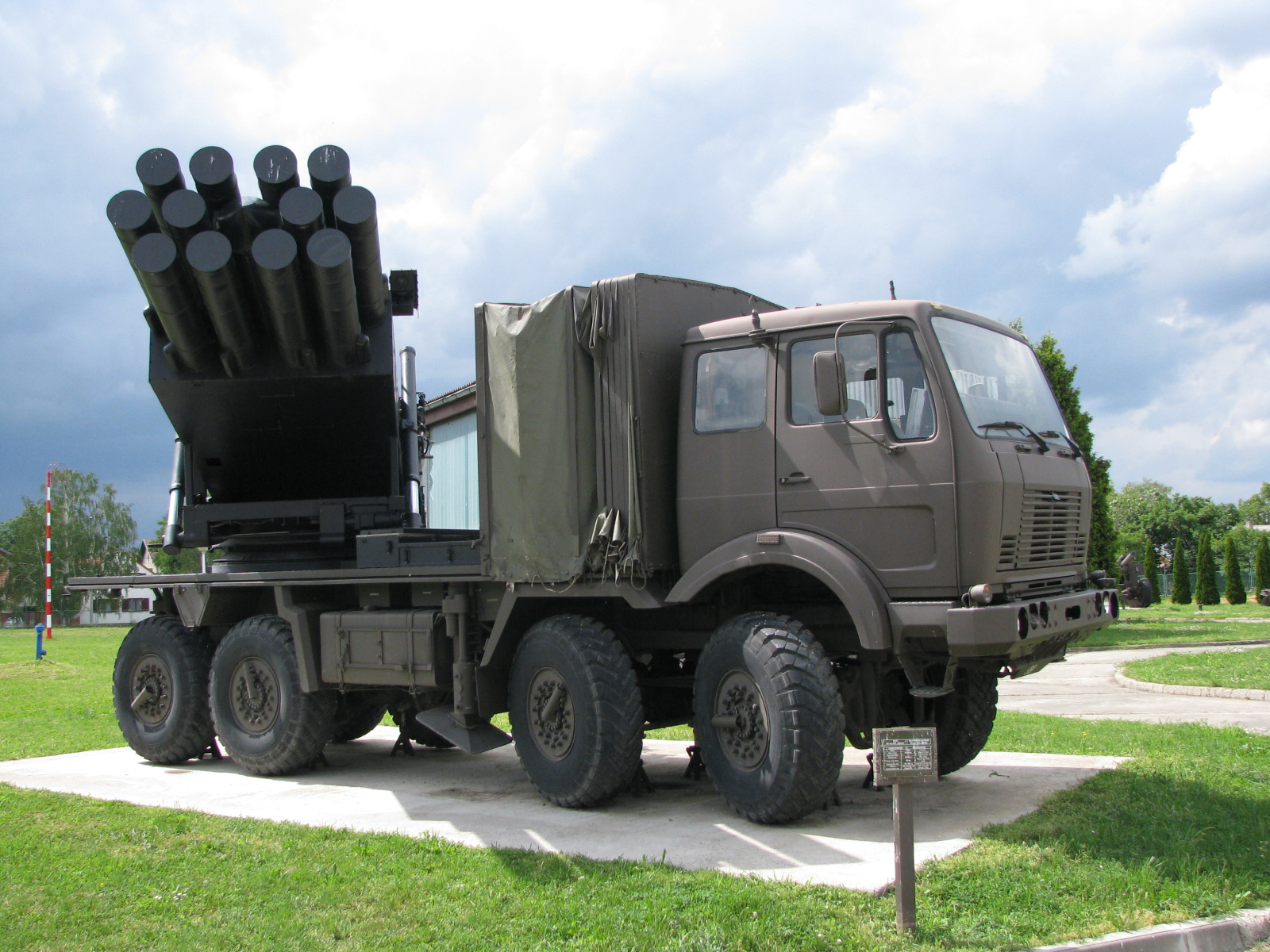
Югославська РСЗВ M-87 Orkan

У діях ЮНА велику, а часто і головну роль відігравав артилерійсько-ракетний вогонь, зламуючи опір противника у наступі або атаки ворога при переході в оборону. Бойової техніки в артилерійських підрозділах було більш ніж достатньо для виконання поставлених завдань. Та головною проблемою була явно недостатня кількість навчених і здібних артилеристів. 

## Територіальна оборона
1969 року відбулося створення другої складової збройних сил СФРЮ — Територіальної оборони СФРЮ. Вона являла собою війська другого ешелону і резерву, створені в кожній адміністративно-територіальній одиниці Югославії. Туди зараховували колишніх вояків строкової служби, яких час від часу призивали на військові навчання.

## Національний склад
Деякий час в ЮНА вдавалося зберігати рівне представництво всіх народів Югославії, але після міністра оборони хорвата Івана Гошняка 1967 року прийшов серб Нікола Любічич, який, протягуючи своїх людей, почав змінювати національну структуру військової верхівки, переставши додержувати Закону про рівномірну участь усіх народів у поповненні професійними кадрами Югославської Народної Армії.
1985 року коефіцієнт представництва чорногорців в чинному офіцерському і сержантському корпусі у відношенні до відсоткової частки в населенні Югославії становив 204 (5,82%, і 2,58% від загальної чисельності населення), сербів — 157, македонців — 113, хорватів — 63, мусульман-боснійців — 41, словенців — 34, албанців — лише 14. Підраховано, що з 70 000 професійних військовиків ЮНА 50 000 або 70% були сербами і чорногорцями (за статистикою з 1985 року їх було 63%), а на керівних посадах цей відсоток був ще вищим. 
Згідно з даними, які наводить Бранко Мамула (Slučaj Jugoslavija, str. 335.-336., CID, Podgorica, 2000.) 1985 року частка генеральського корпусу становила 0,29% від загальної чисельності чинних військовослужбовців. Із них чорногорців було 11,1%, хорватів — 19%, македонців — 4,9%, словенців — 10,4%, сербів — 46,5%, мусульман — 2,8%, албанців — 1,4% і югославів — 4,9%. За республіканською належністю дані розподілились так: з Боснії і Герцеговини — 15,28%, з Чорногорії — 11,11%, з Хорватії — 30,56%, з Македонії — 3,47%, зі Словенії — 9,72% і із Сербії — 28,47%, в тому числі з самої Сербії — 18,06%, з Косова — 5,56% і з Воєводини — 4,86%. 

## Миротворча діяльність

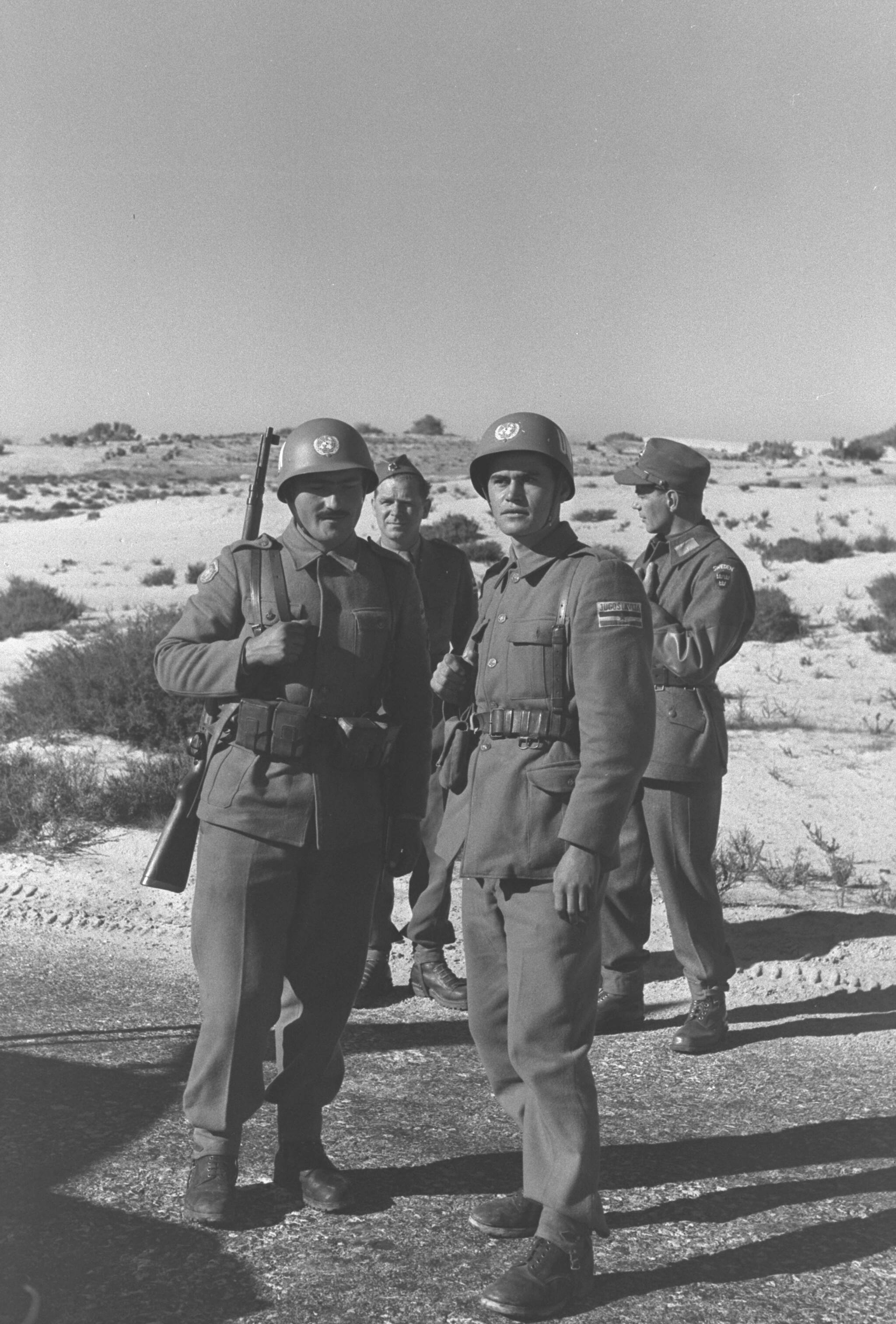
Югославські вояки у складі Надзвичайних збройних сил ООН на Синаї, 1957 р.

- Надзвичайні збройні сили ООН (1956—1967 рр.) — 14 265 солдатів, 22 ротації, командир місії полковник Лазар Мушицький (серпень 1964 — січень 1965);
- Місія спостерігачів ООН у Ємені (1963—1964) — один взвод;
- Група військових спостерігачів ООН для Ірану та Іраку (1988—1991) — військові спостерігачі, командир місії генерал Славко Йович;
- Група ООН для надання допомоги в перехідний період (1989—1990) — Намібія, військові спостерігачі;
- Контрольна місія ООН в Анголі І (1989—1991) — військові спостерігачі.

## Армія і внутрішня політика
За час свого існування через Югославську Народну Армію активно проводилась марксистська підготовка, а ідеологічний критерій був домінантним. 96% офіцерів були членами Союзу комуністів Югославії (СКЮ). У ЮНА існувала окрема організація СКЮ, прирівняна до вісьмох республіканських і крайових партійних організацій. Керівник організації СКЮ ЮНА, у званні генерала, входив до складу найвищого югославського партійного органу — Президії Центрального Комітету СКЮ.
«Нa XII з'їзді СКЮ (1982 р.) до ЦК СКЮ увійшли 16 чинних генералів. Тисяча офіцерів у будь-який час перебувала на різних політично-партійних посадах поза рамками чинної військової структури, здійснюючи таким чином контроль над цивільними установами та задовольняючи політичні і матеріальні інтереси ЮНА, яка контролювала багато державних функцій, наприклад, 14 генералів і адміралів були призначені послами Югославії в інших країнах. Із вісьмох членів першої колективної Президії Югославії (з травня 1980 року після смерті Тіто і до 1984 року), яка за Конституцією виконувала обов'язки Верховного Головнокомандувача збройних сил, всі були генералами або полковниками запасу.» 
Під час «хорватської весни» 1971 р. ЮНА організувала уздовж кордону між СР Хорватією та СР Словенією найбільші у своїй історії об'єднані військові маневри, названі «Свобода '71», за якими особисто стежив Тіто. Ці маневри справляли функцію тиску і залякування на тодішнє дисидентське хорватське керівництво і громадську думку.
Після смерті Тіто ЮНА почала вести незалежну політику і все менше звітувала перед Президією СФРЮ як конституційним Верховним Командуванням у складі вісьмох членів.
Генерали ЮНА контролювали військову промисловість, провідну галузь народного господарства Югославії. Більш ніж 550 заводів у СФРЮ були складовою частиною військово-промислового комплексу. Оборонна промисловість за обсягами щорічного експорту вдвічі випереджала другу за величиною галузь — туризм. У період з 1981 року до 1990 року вартість експорту озброєння та військового обладнання становила 11 770 млн доларів США.
Для фінансування ЮНА виділялося в 1986 році 4,79%, у 1987 році — 4,61%, у 1988 році — 4,21%, у 1989 і 1990 роках — 4% коштів з бюджету Югославії (або станом на 1990 рік — близько 2,5 млрд доларів США).
Економічний і фінансовий аспекти могутності ЮНА унаочнює і той факт, що її (рухоме) майно 1990 року оцінювалося в 70 млрд доларів США.
Потужний важіль своєї могутності генерали ЮНА вбачали в контррозвідувальній службі КОС, таємній військовій службі безпеки, яка проводила операції з нагляду за чинниками політичного та суспільного життя. КОС мала широко розгалужену мережу донощиків.
На початку весни 1981 р. ЮНА вперше у своїй історії вчинила збройну інтервенцію всередині Югославії, коли, застосувавши бойові засоби і небачену демонстрацію сили, та запровадивши неоголошений надзвичайний стан ціною жертв серед цивільного населення розігнала албанські демонстрації в Косові.
Після цих подій у Косові було сформовано п'ятдесят другий корпус, через який на командних посадах пройдуть численні старші офіцери ЮНА, які в 1990-х рр. дотримувалися великосербської політики і втілювали її в усій колишній Югославії, як-от Благоє Аджич і Ратко Младич, а також генерали Драголюб Ойданич і Небойша Павкович (звинувачені МТКЮ у воєнних злочинах) тощо.
Збройне втручання ЮНА в Косово викликало міркування в країні та світі, що ЮНА може взяти владу в країні з огляду на те, що системна криза після смерті Тіто дедалі поглиблювалася.
Військове керівництво ЮНА бачило найбільшу небезпеку в Словенії та Хорватії, які наприкінці 1980-х прагнули демократизуватися, і протистояло неминучим у зв'язку з кінцем «холодної війни» змінам у Югославії і більшій самостійності республік. Зазвичай вони обстоювали «рівноправність націй та народностей» і на початку (у вересні 1987 року після восьмої сесії ЦК СК Сербії, де Мілошевич здобув повноту влади в Сербії) ставилися з підозрою і до Мілошевича та його політики Проте вже в середині 1988 р., за свідченням генерала Велька Кадієвича, армійські верхи запропонували Мілошевичу за підтримки югославської армії стати новим прем'єр-міністром СФРЮ.
Наприкінці 1980-х посилюється політична сербізація ЮНА.
У книзі «Справа Югославія», опублікованій 2000 року в Подгориці, Бранко Мамула підтверджує, що армійські верхи СФРЮ планували і вели діяльність, спрямовану на встановлення військової диктатури (державного перевороту) в Югославії, і то значно раніше, ніж північно-західні республіки потрапили в руки «націоналістів», і перш ніж у Сербії прийшов до керма влади Мілошевич:
«Відомо, що ЮНА, принаймні її значна частина, до останнього моменту залишалася твердо стояти на позиціях комунізму і непорушної югославської федерації. Та оскільки цей варіант непорушної федерації за своєю суттю збігався з найважливішими цілями великосербської доктрини Мілошевича («всі серби в одній державі»), цілком зрозуміло, що югославська армія незабаром стала і його могутньою оборонницею.» 
ЮНА відновила військову інтервенцію в Косово на початку 1989 року під час нових протестів косовських албанців. Знову були жертви серед цивільного албанського населення.

## Початок кінця
У 1990 р. СР Словенія перестала відраховувати кошти у федеральний бюджет для потреб армії. Трохи згодом словенський уряд започаткував реорганізацію своєї ТО. Словенській владі вдалося частково перешкодити роззброєнню своєї Територіальної оборони, тоді як у хорватської Територіальної оборони ЮНА відібрала все озброєння (для близько 200 000 вояків) ще у квітні 1990 р., коли стало очевидно, що перемагає ХДС. Тому новий хорватський уряд, очолений ХДС, розпочав формування воєнізованої організації — Хорватської національної гвардії. Хорватська влада нелегально ввезла великі обсяги стрілецької зброї та боєприпасів через Угорщину. Колишнього генерала ЮНА Мартіна Шпегеля було записано на відеоплівку, коли той нібито казав хорватським воякам убивати сербів і бійців ЮНА.
У березні 1991 року югославський союзний міністр оборони Велько Кадієвич улаштував зустріч у військовому комплексі Топчидер під Белградом. На цій зустрічі були присутні всі 6 президентів югославських республік, голови автономних утворень, президент Югославії і весь вищий командний склад ЮНА. Генерал Кадієвич заявив, що в Югославії існують численні воєнізовані організації, які фінансуються іноземними і внутрішніми ворогами Югославії, і запропонував оголосити воєнний стан в Югославії у зв'язку зі стурбованістю станом безпеки в результаті цього. Він також заявив, що ЮНА має справу з усташами, четниками та іншими ворогами соціалізму, які сягають корінням воєнних конфліктів Другої світової. В ході зустрічі було проведено голосування, за результатами якого на пропозицію воєнного стану від Кадієвича було накладено вето.

### Армія і Мілошевич
Після XIV з'їзду (20 — 22 січня 1990 року), на якому розпався СКЮ, генерали ЮНА заснували 19 листопада 1990 р. у Белграді Союз комуністів — Рух за Югославію (СК-РзЮ), майже всі члени якого належали до ЮНА. Під час перших багатопартійних виборів у Сербії 9 грудня 1990 р. генерали через СК-РзЮ підтримали Соціалістичну партію Сербії (СПС) Мілошевича.
СПС Мілошевича, як і верхівка Югославської Народної Армії, виступали проти економічних реформ ліберального югославського прем'єр-міністра Анте Марковича. До того ж, їх згуртовувало жорстке наполягання на тому, щоб Югославія залишалася виключно федеративним утвором. Мілошевич розраховував, що на основі чисельного переважання сербів як найбільшого народу Югославії, запроваджуючи принцип «одна людина — один голос», він системно легалізує сербське панування над рештою Югославії.
У такому пануванні спершу негласно, а потім і зовсім прилюдно висловлювали зацікавленість чимало сербів — діяльних і впливових відставних генералів ЮНА. З іншого боку, ЮНА у рамках федерації розпоряджалася б привілейованими і недоторканними монополіями, політичними та економічними.
Дружина Мілошевича, Мір'яна Маркович, була членом Союзу комуністів — Руху за Югославію. Ця партія 1994 року змінила назву на Югославську лівицю, а пані Маркович очолила партію. У другій половині 1990-х Югославська лівиця буде партнером коаліції з СПС.
Під час великих цілоденних протестів сербської опозиції 9 березня 1991 року Югославська Народна Армія надвечір вивела танкові війська на вулиці Белграда на знак підтримки Мілошевича.

### Еволюція ЮНА

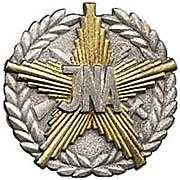
Кокарда ЮНА до розпаду Югославії

Наліпка на касці ЮНА, проілюстрована 23 жовтня 1991 р. у бюлетені «Народна армія», яку використовували сербські війська у Хорватській та Боснійській війнах. Це єдиний логотип ЮНА без червоної зірки.

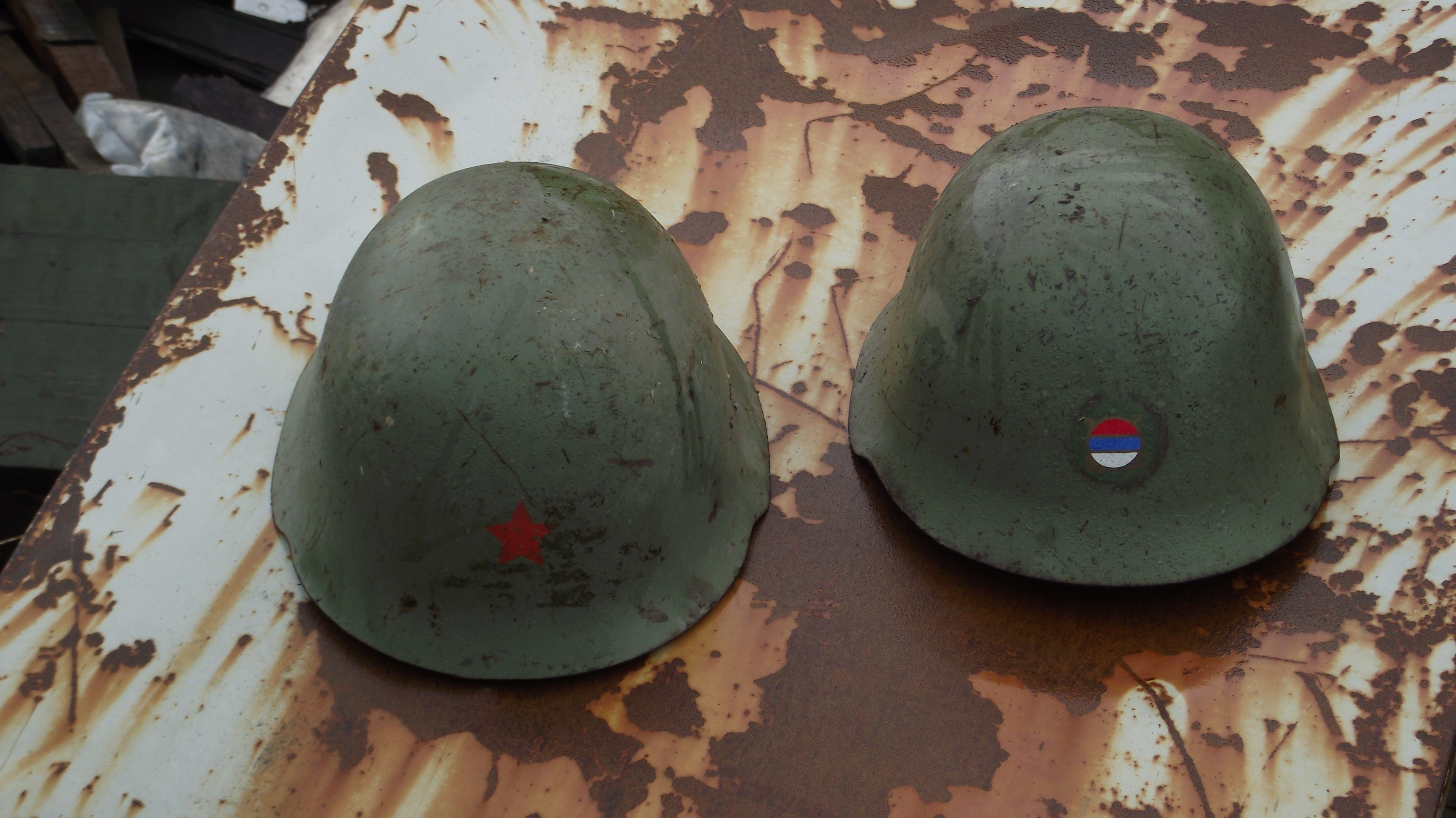
Каска M59 з емблемою ЮНА (ліворуч) та ВРС (праворуч)

У січні 1991 р. Політичне управління Союзного міністерства оборони спустило циркуляр, який мав закласти підвалини діяльності ЮНА у світлі майбутніх подій. По-перше, у вищезгаданому документі передбачалося, що Радянський Союз і надалі відіграватиме ключову роль на світовій арені, і що «Ради затіяли прибирання». «І в Югославії теж соціалізм не вичерпав себе і не поставлений на коліна», пояснили генерали. Вони відкинули можливість збереження югославської спільноти як конфедеративного союзу (союзу суверенних держав) і зажадали від ЮНА долучитися до політичних дебатів про майбутнє країни:
«…Нашим головним завданням мусить бути створення передумов функціонування федеративної держави. Це перш за все означає ліквідувати тріщини, які дала єдність збройних сил; реалізувати завдання щодо роззброєння та ліквідації воєнізованих організацій у Югославії …. зараз особливо треба дбати про забезпечення високого ступеня бойової готовності підрозділів та функціональності і захищеності системи керівництва і командування. …Паралельно ми всі повинні докласти зусиль до становлення та дієвості Союзу комуністів — Руху за Югославію.»
Аж до жовтня 1991 року серед верхівки ЮНА був поширений варіант збереження цілісної Югославії (за винятком Словенії) зі злегка зміненою, але залишеною комуністичною системою.
Головне друковане видання ЮНА, тижневик «Народна Армія», 23 жовтня 1991 р. оприлюднило без будь-яких коментарів вигляд нових відзнак і символів ЮНА замість п'ятикутної зірки як розпізнавального знаку комуністичної югославської армії. У найближчі два місяці, протягом вторгнення в Хорватію і під час підготовки агресії проти Боснії і Герцеговини, остаточно утвердилася нова символіка ЮНА, являючи собою видозмінену сербську кокарду.
«Замість п'ятикутної зірки на шапках, як і на військових прапорах, печатках, документах, з перших днів 1992 р. повинні бути триколірні відзнаки (щити, кокарди) в кольорах Югославії.» 
На початку 1992 р. зі складу СФРЮ виходить спершу Македонія, а потім і БіГ. Тим часом верхівка ЮНА поетапно пройшла шлях від боронительки СФРЮ через форму так званої Третьої Югославії до відвертої прибічниці Великої Сербії. На цьому шляху ЮНА все дужче скидає маску і стає по суті сербською армією. 

### Воєнні операції ЮНА
У день проголошення Словенією незалежності від Югославії 25 червня словенські підрозділи Територіальної оборони захопили югославські контрольно-пропускні пункти на кордоні з Італією, Угорщиною та Австрією, а також створили прикордонні контрольно-пропускні пункти на своєму кордоні з Хорватією. Вище командування Югославської армії, посилаючись на свої конституційні обов'язки захисту суверенітету і територіальної цілісності Югославії, віддало наказ 27 червня атакувати словенські підрозділи ТО на кордонах, а також у всіх інших місцевостях, які були під їхнім контролем. Словенська ТО заблокувала всі бази ЮНА в Словенії і тримала їх в облозі протягом 10 днів. Війна тривала 10 днів і закінчилася 6 липня 1991 року. ЮНА втратила близько 150 осіб. Багато вояків і офіцерів ЮНА були поранені або захоплені в полон. Після того, як на адріатичному архіпелазі Бріуни було підписано угоду, ЮНА до 10 жовтня повністю покинула Словенію, залишивши чимало танків, стрілецької зброї, вантажівок та іншої техніки. Також ЮНА зазнавала під час виведення спорадичних нападів по всій Словенії.
Після короткочасної війни в Словенії головною стратегічною метою ЮНА стало територіальне роздрібнення Хорватії. Прикриваючись поясненням, що «ЮНА боронить сербський народ у Хорватії», армія організувала військові підрозділи сербів у межах так званої Країни. ЮНА, як стверджує генерал Велько Кадієвич, у середині 1991 р. сербам у Хорватії «допомогла з військовими і політичними приготуваннями до прийдешніх подій».
Хорвати тим часом почали облогу казарм ЮНА, залишаючи її вояків без їжі, води та електрики на кілька тижнів. Хорвати відмовлялися воювати на боці ЮНА, дезертирували з війська і почали приєднуватись до хорватських збройних сил.
Деякі вищі офіцери ЮНА теж перейшли на бік Хорватії, як, приміром, головнокомандувач ВПС Югославії генерал-полковник Антон Тус. Війна поширилася по всій Хорватії. ЮНА потрапила в скрутне становище. ЇЇ вояки намагалися втекти з обложених казарм з більшими чи меншими людськими жертвами. Хорвати захопили велику кількість зброї в казармах ЮНА. Більшість свого спорядження хорвати захопили у Вараждині, коли генерал Тріфунович відмовився воювати з хорватами. Протягом усієї війни ЮНА давала зброю сербам для заколоту проти уряду Хорватії. У серпні розпочалася битва за Вуковар, у якій було зруйновано 90% міста. Щоб зламати неймовірний опір відважних захисників прикордонного міста, ЮНА застосувала винищувачі і штурмовики, реактивні пускові установки, велику кількість танків та іншу техніку. У жовтні Вуковар було загарбано, і 80% хорватських сил було знищено або взято в полон. ЮНА скоїла в місті багато звірств, найстрашнішим із яких була різанина в Овчарі. У той самий час у середині жовтня югославські сухопутні війська за підтримки флоту і авіації атакували місто Дубровник і район Конавле, де хорвати мали свої укріплення. До 6 грудня ЮНА знешкодила всі хорватські формування в районі Конавле, але місто Дубровник не було захоплено. Після цих двох великих операцій ЮНА підписала мирний договір з Хорватією, після чого почався її вивід. Останній вояк ЮНА залишив Хорватію в травні 1992 року, коли кораблі ВМФ Югославії відпливли з острова Віш до острова Кумбор у Чорногорії. Раніше в 1991 році на острові Віш за умов невизначеності покінчив життя самогубством югославський адмірал.
Під час війни в Хорватії мусульмани і македонці відмовлялися вступати в ЮНА. Після проголошення Македонією незалежності в серпні 1991 р. ЮНА мирно залишила Македонію в березні 1992 р., щоправда забравши з Македонії всю важку техніку, зброю і літаки. У лютому 1992 р. Велько Кадієвич подав у відставку. Також у лютому майор Емір Шишич на своєму МіГ-21 збив над Вараждином два вертольоти ЄЕС, після того як вони перетнули югославський повітряний простір без дозволу. Раніше в 1991 році інший майор, Рудольф Перешін, утік на своєму МіГ-21 з Югославії до Австрії. У 1992 ще 3 хорвати, які служили в ЮНА, умкнули три літаки МіГ-21 і перегнали їх у Хорватію.
У березні 1992 року оголосила про свою незалежність Боснія і Герцеговина, чим було покладено початок війні в цій республіці між мусульманами, хорватами та сербами. Після блокади мусульманами казарм ЮНА в обложеному нею ж Сараєві югославське військо почало покидати і цю колишню югославську республіку. Відхід супроводжувався нападами мусульман на казарми і вояків ЮНА до травня. Покинувши Боснію в травні 1992 року, ЮНА залишила всю свою техніку і спорядження сербам для війни з мусульманами і хорватами.